# John Michael Higgins
John Michael Higgins (Boston, 12 febbraio 1963) è un attore statunitense.

## Biografia
Inizia la sua attività di attore cinematografico nel 1986. È noto per aver interpretato Marty nel film Un'impresa da Dio accanto a Steve Carell e Morgan Freeman, e Peter Lovett nella serie televisiva Happily Divorced. È sposato dal 2003 con l'attrice Margaret Welsh dalla quale ha avuto due figli: Maisie (2003) e Walter Lloyd (2006).

## Filmografia parziale

### Cinema
- Stress da vampiro (Vampire's Kiss) di Robert Bierman (1989)
- Soldato Jane (G.I. Jane), regia di Ridley Scott (1997)
- Sesso & potere (Wag the Dog), regia di Barry Levinson (1997)
- A Mighty Wind - Amici per la musica (A Mighty Wind), regia di Christopher Guest (2003)
- Blade: Trinity, regia di David S. Goyer (2004)
- After the Sunset, regia di Brett Ratner (2004)
- Dick & Jane - Operazione furto (Fun with Dick and Jane), regia di Dean Parisot (2005)
- Ti odio, ti lascio, ti... (The Break-Up), regia di Peyton Reed (2006)
- Un'impresa da Dio (Evan Almighty), regia di Tom Shadyac (2007)
- Fred Claus - Un fratello sotto l'albero (Fred Claus), regia di David Dobkin (2007)
- Yes Man, regia di Peyton Reed (2008)
- L'isola delle coppie (Couples Retreat), regia di Peter Billingsley (2009)
- La dura verità (The Ugly Truth), regia di Robert Luketic (2009)
- La mia vita è uno zoo (We Bought a Zoo), regia di Cameron Crowe (2011)
- Bad Teacher - Una cattiva maestra (Bad Teacher), regia di Jake Kasdan (2011)
- Voices, regia di Jason Moore (2012)
- Un milione di modi per morire nel West (A Million Ways to Die in the West), regia di Seth MacFarlane (2014)
- Pitch Perfect 2, regia di Elizabeth Banks (2015)
- Internet Famous, regia di Michael J. Gallagher (2016)
- Shimmer Lake, regia di Oren Uziel (2017)
- Pitch Perfect 3, regia di Trish Sie (2017)
- Licorice Pizza, regia di Paul Thomas Anderson (2021)

### Televisione
- Miami Vice – serie TV, episodio 4x17 (1988)
- Detective Monk (Monk) – serie TV, episodio 3x08 (2004)
- Mike e Molly - serie TV, episodio 4x12 (2014)
- Jessie – serie TV, episodio 3x21 (2014)
- Switched at Birth - Al posto tuo (Switched at Birth) – serie TV, episodio 4x16 (2015)
- 2 Broke Girls – serie TV, episodio 5x16 (2016)
- Great News – serie TV, 23 episodi (2017-2018)
- America Says - quiz (2018-in corso)
- Bayside School (Saved by the Bell) – serie TV, 20 episodi (2020-in corso)

### Doppiatore
- Tom & Jerry e Robin Hood (Tom and Jerry: Robin Hood and his Merry Mouse), regia di Spike Brandt e Tony Cervone (2012)
- Supercuccioli - I veri supereroi (Super Buddies), regia di Robert Vince (2013)
- Planes 2 - Missione antincendio (Planes: Fire & Rescue), regia di Roberts Gannaway (2014)
- Scooby-Doo! & Batman - Il caso irrisolto (Scooby-Doo & Batman: The Brave and the Bold), regia di Jake Castorena (2018)
- Monsters & Co. la serie - Lavori in corso! (Monsters at Work) – serie animata, episodio 1x05 (2021)

## Doppiatori italiani
Nelle versioni in italiano delle opere in cui ha recitato, John Michael Higgins è stato doppiato da:
- Saverio Indrio in CSI - Scenal del crimine, The Good Wife, Pitch Perfect 2, Pitch Perfect 3, Great News
- Massimo Rinaldi in Soldato Jane
- Marco Balbi in Ally McBeal (ep.4x07, 4x10)
- Alberto Mancioppi in Ally McBeal (ep.4x13, 4x18, 4x20, st. 5)
- Fabrizio Pucci in Detective Monk
- Sergio Di Giulio in Blade: Trinity
- Fabrizio Temperini in Jiminy Glick in Lalawood
- Vittorio De Angelis in Dick & Jane - Operazione furto
- Carlo Cosolo in Ti odio, ti lascio, ti...
- Francesco Prando ne Un'impresa da Dio
- Massimo Giuliani in Fred Claus - Un fratello sotto l'albero
- Franco Mannella in Yes Man
- Gaetano Varcasia in L'isola delle coppie
- Luciano Roffi ne La dura verità
- Dario Oppido in Community
- Antonio Sanna in Bad Teacher - Una cattiva maestra
- Luca Dal Fabbro ne La mia vita è uno zoo
- Gioele Dix in Happily Divorced
- Federico Danti in Shimmer Lake
- Roberto Chevalier in Licorice Pizza
- Teo Bellia in Super Pumped
- Oliviero Dinelli in Monte Walsh - Il nome della giustizia (ridoppiaggio)

Da doppiatore è sostituito da: 
- Davide Lepore in Monsters & Co. la serie - Lavori in corso!
- Franco Mannella in Planes 2 - Missione antincendio
- Luca Biagini in Tom & Jerry e Robin Hood[1]
- Christian Iansante in Supercuccioli - I veri supereroi
- Maurizio Merluzzo in Scooby-Doo! & Batman: Il caso irrisolto